# Yisrael Hopstein
Yisrael Hopstein (1737-1814) (en hebreu: ישראל הופשטיין) també conegut com el Maguid de Kozhnitz, va ser un dels líders hassídics més importants de Polònia durant el segle xviii i principis del segle xix. El rabí Yisrael era un estudiant del Maguid de Mezritch i del Rebe Elimelech de Lizensk. Rabí Yisrael va escriure molts llibres sobre Hasidut i Càbala.

## Biografia
El rabí Yisrael va néixer a Opatów, on el seu pare Shabtay era un enquadernador. Fins i tot sent un nen petit, va ser reconegut com un prodigi. Va estudiar sota la tutela del rabí Shmelke de Nikolsburg, qui finalment va convèncer a rabí Yisrael d'anar a estudiar amb el rabí Dov Ber Ben Avraham, el Maguid de Mezritch. Després que el Maguid va morir, va anar a aprendre amb el Rebe Elimelech de Lizensk. El rabí Yisrael, va ser fundador de la dinastia jasídica polonesa de Kozhnitz.

## Família
El rabí Yisrael estava casat amb Royze. El matrimoni va tenir tres fills: el rabí Moshe Elyakim que va reemplaçar al seu pare com a rebe després que el rabí Yisrael va morir. Leah Perl, l'esposa del rabí Avi Ezra Zelig Shapira, rabí de Grenitz. I finalment, el rabí Motel que va morir en la seva joventut.